# خرإبة الجبجبي (السدة)

تعديل مصدري - تعديل

خرابة الجبجبي محلة تابعة لقرية خرابة صالح، التابعة لعزلة جبل حجاج بمديرية السدة إحدى مديريات محافظة إب في الجمهورية اليمنية.، بلغ تعداد سكانها 53 حسب تعداد اليمن لعام 2004.